# State Far Better
State Far Better ist eine 2001 in Stellenbosch (Provinz Western Cape) gegründete, mittlerweile in Johannesburg beheimatete südafrikanische Rockband.
Sie entstand als studentische Band und wurde Ende 2002 mit einer – drei Titel enthaltenden – Single bekannt. Das folgende Debütalbum sowie die Singles Million Miles und Trying to Let Go erreichten die Spitzen der Charts.
Sie stand (u. a. als Vorgruppe) mit Metallica und Seether auf einer Bühne.

## Diskografie
- 2004: State Far Better (Album, Musketeer Records)